# Karlsdorf-Neuthard
Karlsdorf-Neuthard este o comună din landul Baden-Württemberg, Germania.